# Поновиче
Поновиче (словен. Ponoviče) — поселення в общині Літія, Осреднєсловенський регіон, Словенія. Висота над рівнем моря: 235,2 м.